# بيير روبرت (عالم عقيدة)
بيير روبرت (بالفرنسية: Pierre Robert Olivétan)‏ (و. 1505 – 1538 م) هو عالم عقيدة، ومترجم، ومترجم الكتاب المقدس ‏ فرنسي، توفي في روما، عن عمر يناهز 33 عاماً.